# 野川さくら Ciao! Come Sta!
野川さくら Ciao! Come Sta!（のがわさくら チャオ! コメスタ!）とは超!A&G+にて放送されていたラジオ番組である。
パーソナリティは野川さくら。
「健康を測るタニタ（番組内のクレジットコールでは測るその先へタニタ）」の1社提供。

## 番組内容
- タニタのCome Sta健康サポーターに任命された野川さくらがリスナーを元気にする番組!

（放送時間中の番組案内より）
- 「目指せ!体内年齢17歳!!」をキャッチフレーズに毎回野川さくらの体重・体脂肪を測定するコーナーもある。
- 合言葉は「Ciao! Come Sta!」

## 放送時間
- 超!A&G+：2008年10月6日より毎週月曜日21:00 - 21:30
  - リピート放送:2008年10月7日より毎週火曜日11:00 - 11:30

※番組は隔週更新のため更新のない月曜日もリピート放送となる。

## エピソード
- 第2回放送分の初回は放送事故の影響で21:10頃〜の番組途中から始まるアクシデントがあった。このため、翌日のリピート放送枠が第2回放送分の初回となり、このリピート放送を急遽10月25日土曜日19:00〜19:30で放送した。
- 第4回の放送分は文化放送のスタジオを飛び出して、タニタの本社からの出張放送で放送されていた。

## コーナー
- ふつおた

リスナーからのメールを紹介したり、野川さくらの近況トークを届けるコーナー。
- さくらメーカー・目指せ!体内年齢17歳!!

Come Sta元気大使に任命された野川さくらが毎回タニタのタイソ体重計に乗り、体内年齢を発表、それにちなんだ体内年齢チャレンジに挑戦する。正解すればスタッフからご褒美をもらえるが、チャレンジに失敗するとスタッフから罰ゲームの指令を受ける場合もある。
- Come Staヒーリング･シアター

リスナーからのお悩みに答えつつ、心のサプリメントを紹介するラジオドラマを送るコーナー。リスナーからの悩み相談を募集している。